# Stephanie Xu Sang
Stephanie Xu Sang (* 29. September 1986 in Harbin) ist eine australische Tischtennisspielerin. Sie nahm an zwei Weltmeisterschaften sowie 2008 an den Olympischen Spielen teil.

## Werdegang
Stephanie Xu Sang wurde im chinesischen Harbin geboren. Sie ist Rechtshänderin und spielt im Shakehand-Stil. Seit 2003 tritt sie unter der Flagge Australiens an. In diesem Jahr wurde sie im World Junior Circuit Zweite im Einzel hinter Jia Jun aus China. Zweimal war sie bei Weltmeisterschaften, nämlich 2006 und 2007, kam dabei jedoch nicht in die Nähe von Medaillenrängen.
Mehrere Erfolge erzielte sie bei den Ozeanienmeisterschaften: 2006 erreichte sie im Einzel und im Mixed das Halbfinale, im Doppel mit Miao Miao sowie mit der Mannschaft kam sie auf Platz eins. Auch 2010 siegte sie mit der australischen Mannschaft, im Doppel schied sie im Halbfinale aus.
2008 qualifizierte sie sich für die Olympischen Spiele. Hier besiegte sie im Einzelwettbewerb Bose Kaffo aus Nigeria, scheiterte dann aber an Wu Xue aus der Dominikanischen Republik. Mit der Mannschaft kam sie auf Platz 13.
Ihre beste Platzierung in der ITTF-Weltrangliste war Rang 125 im September 2005.

## Turnierergebnisse
| Verband | Veranstaltung         | Jahr | Ort        | Land | Einzel        | Doppel     | Mixed        | Team |
| ------- | --------------------- | ---- | ---------- | ---- | ------------- | ---------- | ------------ | ---- |
| AUS     | OCEANIA Championships | 2010 | Auckland   | NZL  | Viertelfinale | Halbfinale |              | 1    |
| AUS     | OCEANIA Championships | 2006 | Geelong    | AUS  | Halbfinale    | Gold       | Halbfinale   | 1    |
| AUS     | Olympische Spiele     | 2008 | Peking     | CHN  | letzte 64     |            |              | 13   |
| AUS     | Weltmeisterschaft     | 2007 | Zagreb     | CRO  | letzte 128    | letzte 64  | keine Teiln. |      |
| AUS     | Weltmeisterschaft     | 2006 | Bremen     | GER  |               |            |              | 21   |
| AUS     | World Junior Circuit  | 2003 | Wellington | NZL  | Silber        |            |              |      |